# Far finta di essere sani (2002)
Far finta di essere sani è un doppio album dal vivo del cantautore italiano Giorgio Gaber, pubblicato il 24 maggio 2002.
È l'inedita registrazione dal vivo dello spettacolo omonimo della stagione teatrale 1973/74, uscita nella collana Gaber a teatro, con altre ristampe di titoli già usciti dal 1970 in poi.
Il 1º febbraio 2023 è stata pubblicata sulle piattaforme digitali una nuova versione dell'album all'interno della serie "Remaster G". Sebbene conservi la stessa identica scaletta, la registrazione è stata sostituita con quella di un'altra data dello spettacolo che presenta una migliore qualità audio.

## Tracce
Testi di Gaber e Luporini, musiche di Gaber.
CD 1
Primo tempo
1. Introduzione  (prosa)
2. Far finta di essere sani
3. La natura  (prosa)
4. Cerco un gesto naturale
5. La famiglia  (prosa)
6. La comune
7. Algebra  (prosa)
8. Lo shampoo
9. Le palline  (prosa)
10. Il dente della conoscenza
11. L'impotenza
12. È sabato
13. Il narciso (prosa-canzone)
14. La dentiera  (prosa)
15. Dall'altra parte del cancello

CD2
Secondo tempo
1. La marcia dei colitici
2. Le caselle  (prosa)
3. Un'emozione
4. Un'idea
5. Oh mama!  (prosa)
6. L'elastico
7. Gli omini  (prosa)
8. La presa del potere
9. Quello che perde i pezzi
10. E Giuseppe?  (prosa)
11. Chiedo scusa se parlo di Maria
12. Il muro  (prosa)
13. La libertà
14. La nave
15. Finale  (prosa)
16. Al bar Casablanca [bis]